# Daughter of the Wilds
Daughter of the Wilds è un film muto del 1917 diretto da Frank Wilson,

## Produzione
Il film fu prodotto dalla Hepworth.

## Distribuzione
Distribuito dalla Hepworth il film, della lunghezza di quattro bobine, uscì nelle sale cinematografiche britanniche nell'aprile 1917.
Fu distrutto nel 1924 dallo stesso produttore, Cecil M. Hepworth. Fallito, in gravissime difficoltà finanziarie, Hepworth pensò in questo modo di poter almeno recuperare il nitrato d'argento della pellicola.